# غيلبرت موسى
غيلبرت موسى (بالإنجليزية: Gilbert Moses)‏ هو مخرج أمريكي، ولد في 20 أغسطس 1942 في كليفلاند في الولايات المتحدة، وتوفي في 15 أبريل 1995 في نيويورك في الولايات المتحدة بسبب ورم نخاعي متعدد.

## وصلات خارجية
- غيلبرت موسى على موقع IMDb (الإنجليزية)
- غيلبرت موسى على موقع ألو سيني (الفرنسية)
- غيلبرت موسى على موقع ميوزك برينز (الإنجليزية)
- غيلبرت موسى على موقع أول موفي (الإنجليزية)
- غيلبرت موسى على موقع قاعدة بيانات برودواي على الإنترنت (الإنجليزية)
- غيلبرت موسى على موقع قاعدة بيانات الأفلام السويدية (السويدية)
- غيلبرت موسى على موقع ديسكوغز (الإنجليزية)
- غيلبرت موسى على موقع قاعدة بيانات الفيلم (الإنجليزية)
- غيلبرت موسى على موقع كينوبويسك (الروسية)